# Pitcairniòidies
Pitcairnioideae és una subfamília terrestre de bromeliàcies (Bromeliaceae) amb més de 1000 espècies agrupades en 16 gèneres. A diferència del molts epífits i litòfits que formen part de la resta de la família, amb algunes excepcions, tots els membres d'aquesta subfamília són terrestres o silicícoles. Present en zones àrides i de gran altitud, aquesta subfamília és considerada el llinatge més antic, i s'assembla més al seus parents graminoides que no pas a les novetats exòtiques presents en les altres dues subfamílies (Bromelioideae i Tillandsioideae). Alguns gèneres d'aquest grup són conreats habitualment com ara Dyckia, Hechtia, Pitcairnia, i Puya.

## Descripció
La majoria de Pitcairnioideae tenen fulles carnoses amb espines grosses a les vores, d'aspecte similar a l'agave. Les seves inflorescències contenen càpsules seques amb llavors petites. Com la majoria d'altres plantes, i de manera dissemblant a la majoria d'altre bromeliàcies, aquest grup ha desenvolupat un sistema d'arrels per captar aigua i nutrients. De la mateixa manera, no totes les pitcairniòidies tenen fulles en forma de roseta per recollir aigua com en les altres subfamílies. Les pitcairniòidies tenen tricomes a les fulles, però aquests no són capaços de captar nutrients; el tricomes, tanmateix, són prou gruixuts a fi de proporcionar protecció contra les gelades, un mecanisme que és essencial per a la supervivència de la planta.

## Gèneres
Els 16 gèneres són:
| - Brewcaria L.B.Sm., Steyerm. & H.Roba. (6 espècies) - Brocchinia Schult.f., ex Schult. & Schult.f. (20 espècies) - Connellia N.E.Br. (6 espècies) - Cottendorfia Schult.f. (1 espècie) - Deuterocohnia Mez (18 espècies) - Dyckia Schult.f. (130 espècies) - Encholirium Schult.f. (22 espècies) - Fosterella L.B.Sm. (30 espècies) | - Hechtia Klotzsch (52 espècies) - Lindmania (38 espècies) - Navia (93 espècies) - Pepinia Brongn. ex André (57 espècies) - Pitcairnia L'Hér. (331 espècies) - Puya Molina (219 espècies) - Sequencia (L.B.Sm.) Givnish (1 espècie) - Steyerbromelia L.B.Sm. (6 espècies) |

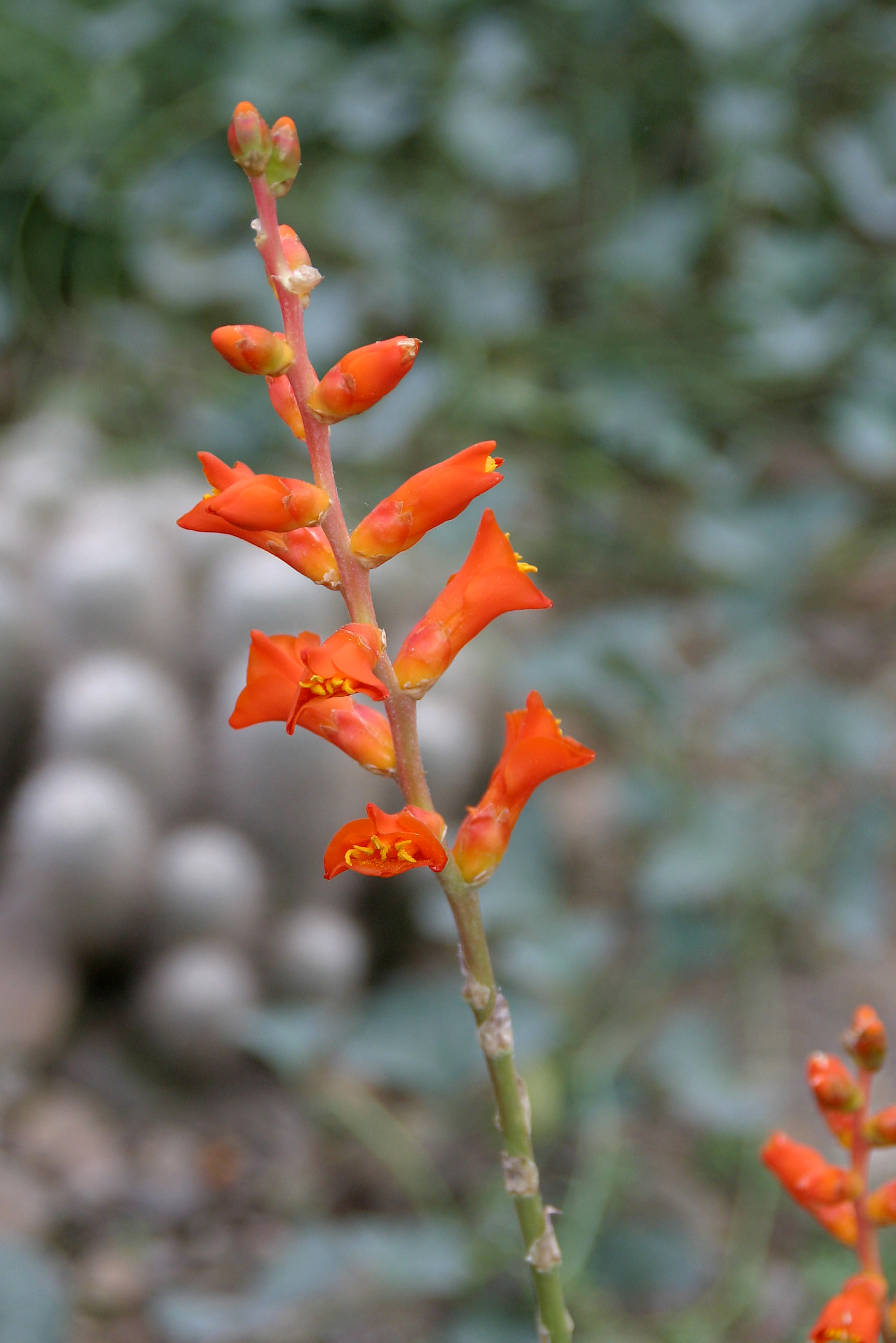
Dyckia rariflora
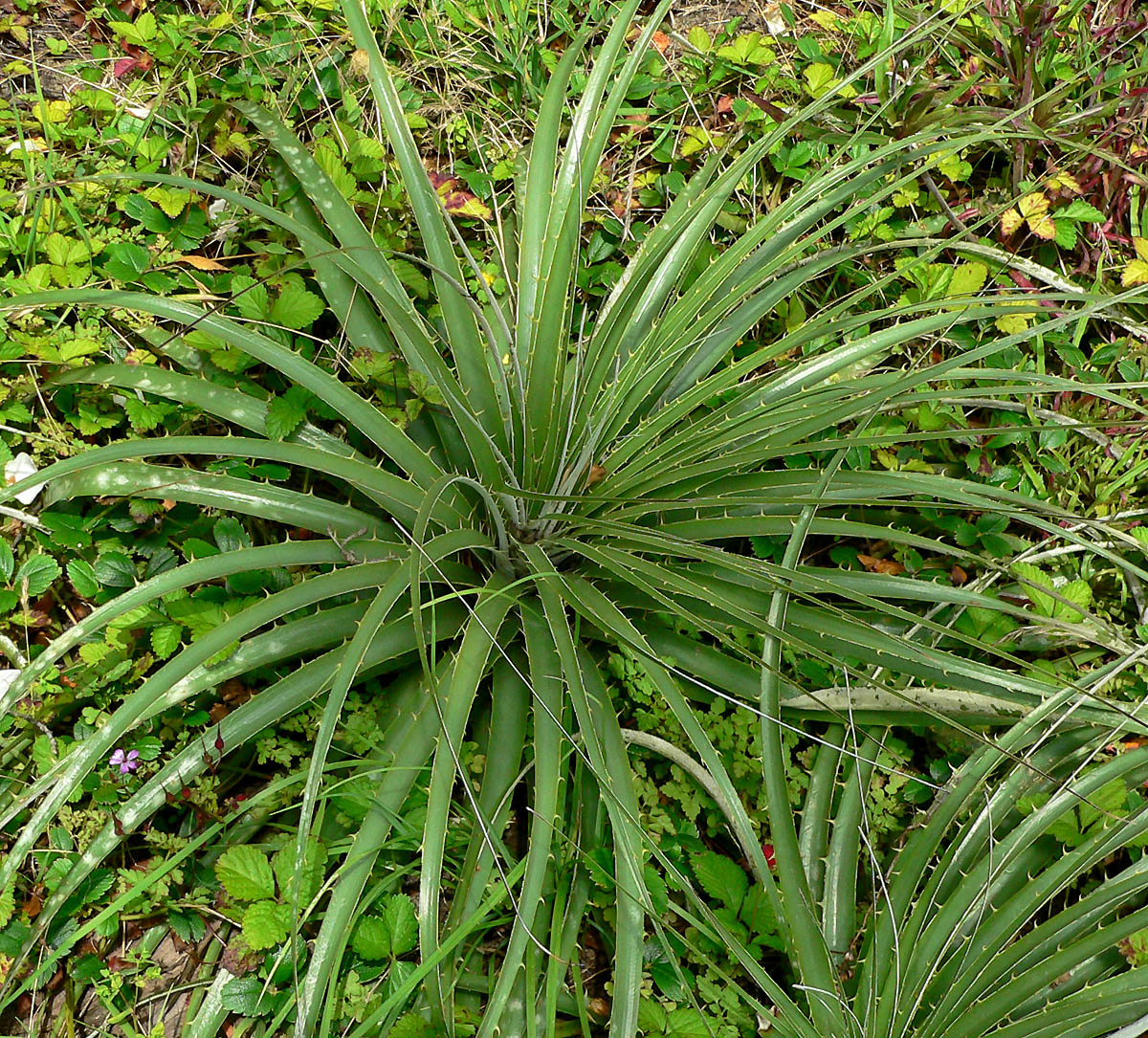
Puya alpestris
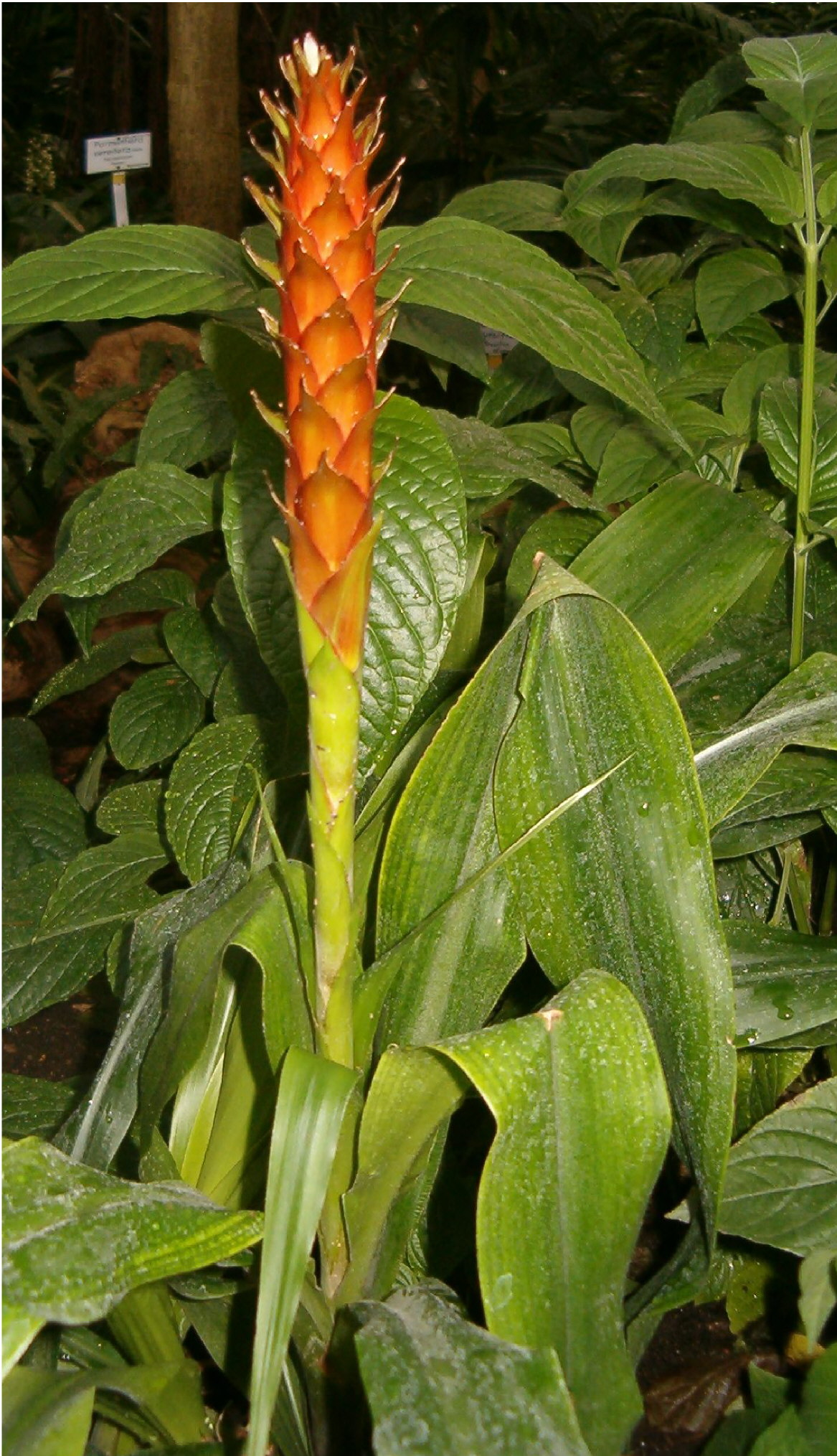
Pitcairnia wendlandii en flor